# Nick Kuiper
Nick Kuiper, född 12 februari 1982 i Beaconsfield, Québec, är en kanadensisk-nederländsk före detta professionell ishockeyback.
Han spelade för Luleå HF i Elitserien säsongen 2007-08.